# Даниїл (Чокалюк)
Даниїл (в миру Чокалю́к Богда́н Миха́йлович; 22 серпня 1958, Верхні Станівці Кіцманського району Чернівецької області — 10 грудня 2005, Рівне) — митрополит, ректор Київської духовної академії (1991–2000), перший намісник відродженого Свято-Михайлівського Золотоверхого монастиря (м. Київ), постійний член Священного синоду Української Православної церкви (Київський патріархат), одним з головних учасників переговорного процесу з визнання Української православної церкви Київського патріархату світовою Православною спільнотою.

## Біографія
Богда́н Чокалю́к народився та виховувався в сім'ї патріотів своєї Батьківщини. Батько — протоієрей Михайло Чокалюк, активний учасник національно-визвольної боротьби, політичний в'язень воркутинських концтаборів, помер у 2004 році. Мати — Василина Чокалюк (Кушнір) — також відбувала заслання за активну участь у національно-визвольній боротьбі.
Після закінчення середньої школи (1975) у селі Стара Жадова Сторожинецького району Чернівецької області Богдан вступив до Одеської духовної семінарії, а в 1979 році — до Московської духовної академії, яку закінчив в 1983 році.
19 серпня 1983 року митрополитом Одеським і Херсонським Сергієм рукопокладений у сан диякона (целібат), а 28 серпня того ж року — на священника і призначається викладачем та помічником інспектора Одеської духовної семінарії.
10 березня 1985 року був пострижений у ченці в Одеському Свято-Успенському чоловічому монастирі з іменем Даниїл.
З 1987 до 1990 року навчався в Греції, в аспірантурі Богословського факультету Салонікського університету.
У липні 1990 року призначений секретарем Правління Київської духовної семінарії.
3 квітня 1991 року, до свята Пасхи, піднесений митрополитом Київським і всієї України Філаретом у сан ігумена. З нового навчального 1991 року призначений в. о. ректора, а з грудня того ж року ректором Київської духовної семінарії з піднесенням у сан архімандрита. У складних умовах боротьби противників автокефалії Української церкви з її прихильниками, провів перший випуск цього навчального закладу у 1992 році. Починаючи з 1990 року, брав діяльну участь у всіх процесах становлення Української православної церкви Київського патріархату.
Після Всеукраїнського (об'єднавчого) Собору 25–26 червня 1992 року призначений ректором Київської духовної семінарії та Головою Навчального комітету УПЦ Київського патріархату. 3 червня 1993 року призначається намісником Свято-Михайлівського Золотоверхого монастиря міста Києва.

Меморіальна дошка на честь митрополита Даниїла (Чокалюка) на одному з корпусів Свято-Михайлівського Золотоверхого монастиря (Київ)

19 жовтня 1993 року призначений ректором Київської духовної академії.
Відповідно до рішення Священного синоду Української Православної Церкви Київського Патріархату 23 січня 1994 року хіротонізований у сан єпископа, з титулом Вишгородського, за Божественною літургією у Володимирському кафедральному соборі міста Києва.
21 лютого 1994 року призначається вікарієм Київської єпархії.
8 жовтня 1999 року йому присвоєно вчене звання доцента.
4 квітня 2000 року Даниїла призначено єпископом Рівненським і Острозьким, керуючим Рівненською єпархією.
З приходом на Рівненську кафедру владика Даниїл реорганізовує Рівненське духовне училище в семінарію, благословив заснування газети «Духовна нива», розбудовує єпархію, відроджує монастирі. За час його архіпастирської опіки на Рівненщині відроджується та утверджується Свято-Георгіївський чоловічий монастир на Козацьких могилах, священноархімандритом якого він був, утворюються та розвиваються Свято-Воскресенський чоловічий монастир на місці повстанських могил в урочищі Гурби, Свято-Миколаївський та Свято-Варваринський жіночі монастирі у м. Дубно.
21 жовтня 2000 року піднесений в сан архієпископа, 23 січня 2004 року, у день десятої річниці його єпископської хіротонії — до сану митрополита.
Митрополит Даниїл був одним з головних учасників переговорного процесу з визнання Української Православної церкви Київського патріархату світовою Православною спільнотою. Він неодноразово зустрічався з Константинопольським патріархом Варфоломієм.
Помер 10 грудня 2005 року о 16 годині 30 хвилин в лікарні м. Рівного на 48 році життя після інсульту. Похований у Рівному на території Свято-Покровського кафедрального собору.
Був удостоєний вищих церковних нагород: Ордена преподобного Сергія Радонезького (1986 р.) та Ордена Святого Архістратига Михаїла (1999 р.).